# 比尔·阿克曼
比尔·阿克曼（1966年5月11日—）是一位美国犹太裔富商和对冲基金经理。